# Chlorophorus rubricollis
Chlorophorus rubricollis là một loài bọ cánh cứng trong họ Cerambycidae.